# Mizija
Mizija (bulgariska: Мизия) är en ort i Bulgarien.   Den ligger i kommunen Obsjtina Mizija och regionen Vratsa, i den nordvästra delen av landet, 120 km norr om huvudstaden Sofia. Mizija ligger 33 meter över havet och antalet invånare är 3 712.
Terrängen runt Mizija är huvudsakligen platt, men åt nordost är den kuperad. Mizija ligger nere i en dal. Närmaste större samhälle är kozloduj, 14,5 km nordväst om Mizija.
Trakten runt Mizija består till största delen av jordbruksmark. Runt Mizija är det ganska glesbefolkat, med 39 invånare per kvadratkilometer.